# Новоіванівська загальноосвітня школа
Новоіванівська загальноосвітня школа І-ІІІ ступенів Юр'ївської районної ради — україномовний навчальний заклад І-III ступенів акредитації у селі Новоіванівське, Юр'ївського району Дніпропетровської області.

## Загальні дані
Новоіванівська загальноосвітня школа І-ІІІ ступенів Юр'ївської районної ради розташована за адресою: вул. Центральна, 24, село Новоіванівське (Юр'ївський район) — 51313, Україна.
Директор закладу — Аксініна Інна Василівна. 
Мова викладання — українська.
Профільна направленість: здійснення профільного навчання за філологічним профілем. 
6 навчальних кабінетів готових прийняти 250 учнів. В школі є їдальня на 60 посадкових місць, спортивний зал, спортивний майданчик, методичний кабінет, бібліотека, читальний зал, кабінет директора, учительська, комп'ютерний клас, сучасний кабінет музики.  

## Досягнення
Новоіванівська СЗШ вже декілька років поспіль є однією з найкращих в районі з виховної роботи. Особливо велика увага приділяється роботі з творчо обдарованими дітьми. В школі працюють хоровий колектив та ансамбль «Вишиванка», танцювальний колектив «Барвогорай», які успішно виступають на сценах Юр'ївського району та різноманітних пісенних фестивалях та конкурсах
Результативною є  робота з юними художниками. Учні Новоіванівської СЗШ Абдулєва Марина, Войтанішек Дарина, Геря Юлія, Деревянко Юлія, Свірда Анна є переможцями багатьох образотворчих конкурсів: «Собори наших душ», «Він боровся і страждав за Україну», «Їх подвиг безсмертний», «Чорнобильська катастрофа очима дітей» «Бюджет очима дітей», «Олімпійський рух : історія та сьогодення», «Різдвяні свята», їх роботи відрізняються своєрідністю, оригінальністю, естетичністю,. Робота Деревянко Юлії опублікована в збірці «Собори наших душ». 2011 року Юлія двічі стала призером обласних конкурсів , посівши другі місця у "Соборах наших душ" та "Безпеці та мирі в Україні".
У 2010 році шкільна команда «Оберіг» представляла Юр'ївський район на обласному фестивалі екологічної творчості «Не забувай ні на хвилину свого призначення людино» і виборола у змаганні почесне III місце. У 2011 році учні школи знову стали третіми в обласному фестивалі екологічних агітбригад "Юнацькі мрії".

## Пріоритетні напрямки роботи
- Набуття учнями досвіду : навчального, практичного, трудового; 
- Створення комфортного середовища для формування інтегрованої, адаптованої до сучасного соціуму, психологічно стійкої особистості, здатної до навчання та самоосвіти. 
- Оволодіння учнями знань, вмінь та навичок, які становитимуть основу його життєвої компетентності; 
- Виховання громадянськості через національну свідомість, відродження та збереження національних традицій. 
Формування культури вихованості школярів через знайомство із світовою культурою; 
- Розбудова системи ціннісних орієнтацій учня : прийняття ним загальнолюдських цінностей. Збереження та розвиток психічного та фізичного здоров'я учнів. 

## Джерело-посилання
- Офіційний сайт школи